# História de Palau
Supõem-se que os primeiros habitantes de Palau, provavelmente da Indonésia, estabeleceram-se nestas ilhas há pelo menos 4000 anos. Porém a história de Palau é muito recente, só começa nos últimos dias do Século XIX. O explorador espanhol Ruy López de Villalobos descobriu as ilhas em 1543, mas os espanhóis não se interessaram com Palau até o final do século XIX, quando a Espanha pediu a arbitragem do Papa Leão XIII contra a Alemanha, que tinha ocupado Yap, também nas ilhas Carolinas. Em 1899, depois da Guerra Hispano-Americana, a Espanha vendeu as ilhas à Alemanha.
O Japão ocupou as ilhas em 1914 e administrou-as por mandato da Liga das Nações a partir de 1920, mas depois da sua derrota na Segunda Guerra Mundial, as ilhas passaram a ser administradas pelos Estados Unidos em 1947, como parte do Protectorado das Ilhas do Pacífico das Nações Unidas. Em 1979, os palauanos votaram não se juntar aos Estados Federados da Micronésia e preferiram a independência.
Depois de um longo período de transição, que incluiu a morte violenta de dois dos seus presidentes (o assassinato de Haruo Remeliik, em 1985 e o suicídio de Lazarus Salii, em 1988), Palau votou em 1994 a favor de um Tratado de Livre Associação com os Estados Unidos. No entanto, esta “Livre Associação" tinha sido rejeitada pelos palauanos mais de 10 vezes, uma vez que os termos do tratado permitem aos Estados Unidos controlar 51% das ilhas em caso de “emergencia nacional”.